# 中謝貝利州
中謝貝利州是索馬里東南部的一個州，東臨印度洋。謝貝利河在西部流過。面積22,663平方公里。首府喬哈爾。